# Vregille
Vregille ist eine Gemeinde im französischen Département Haute-Saône in der Region Bourgogne-Franche-Comté.

## Geographie
Vregille liegt auf einer Höhe von 218 m über dem Meeresspiegel, etwa 13 Kilometer nordwestlich der Stadt Besançon (Luftlinie). Das Dorf erstreckt sich im Süden des Départements, in der Talebene des Ognon, der hier eine weite Flussschleife nach Süden zeichnet, gegenüber von Moncley, südlich der Monts de Gy.
Die Fläche des 4,28 km² großen Gemeindegebiets umfasst einen Abschnitt des unteren Ognon-Tals. Die südliche Grenze verläuft stets entlang dem Ognon. Dieser fließt hier mit einer großen Flussschleife durch eine Alluvialebene, die eine Breite von ungefähr zwei Kilometern aufweist und durchschnittlich auf 210 m liegt. Vom Flusslauf erstreckt sich das Gemeindeareal nordwärts über die Talebene auf das angrenzende Plateau, das aus tertiären Sedimenten aufgebaut ist. Das Plateau ist teils von Acker- und Wiesland bestanden, zeigt aber auch einige Waldflächen. Mit 277 m wird ganz im Norden am Fuß der Monts de Gy die höchste Erhebung von Vregille erreicht. Die westliche Abgrenzung verläuft entlang dem Ruisseau de Poussot, der wenig unterhalb von Vregille in den Ognon mündet.
Nachbargemeinden von Vregille sind Gézier-et-Fontenelay im Norden, Chambornay-lès-Pin und Sauvagney im Osten, Moncley im Süden sowie Pin im Westen.

## Geschichte
Im Mittelalter gehörte Vregille zur Freigrafschaft Burgund und darin zum Gebiet des Bailliage d’Amont. Die lokale Herrschaft hatten die Herren von Châtillon-le-Duc inne. Zusammen mit der Franche-Comté gelangte Vregille mit dem Frieden von Nimwegen 1678 definitiv an Frankreich. Vom 17. Jahrhundert bis 1789 gehörte Vregille der Familie Courlet, die hier ein Schloss erbauen ließ. Seit 2002 ist die Gemeinde Mitglied des 15 Ortschaften umfassenden Gemeindeverbandes Communauté de communes de la Vallée de l’Ognon.

## Sehenswürdigkeiten

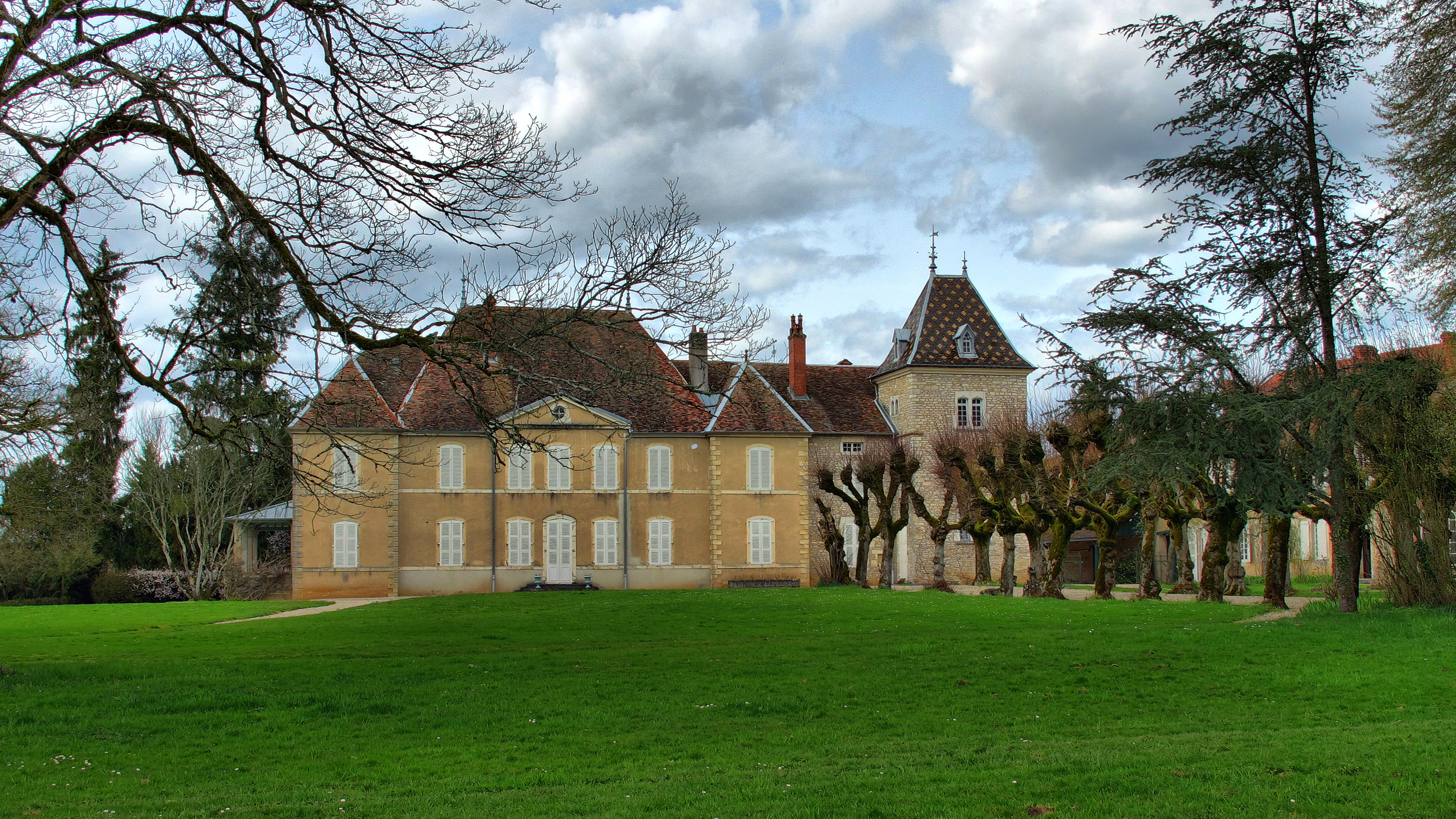
Schloss

Die Dorfkirche von Vregille wurde zu Beginn des 18. Jahrhunderts errichtet. Das Schloss stammt ursprünglich aus dem frühen 18. Jahrhundert, wurde später aber mehrfach umgestaltet. Während des Deutsch-Französischen Krieges diente es 1870 als Militärspital. Heute beherbergt es ein kleines Museum.

## Bevölkerung
| Jahr                       | 1962 | 1968 | 1975 | 1982 | 1990 | 1999 |
| Einwohner                  | 77   | 72   | 72   | 103  | 149  | 140  |
| Quellen: Cassini und INSEE |      |      |      |      |      |      |

Mit 178 Einwohnern (1. Januar 2022) gehört Vregille zu den kleinen Gemeinden des Département Haute-Saône. Nachdem die Einwohnerzahl in der ersten Hälfte des 20. Jahrhunderts deutlich abgenommen hatte (1886 wurden noch 132 Personen gezählt), wurde seit Mitte der 1970er Jahre wieder ein kräftiges Bevölkerungswachstum verzeichnet.

## Wirtschaft und Infrastruktur
Vregille war bis weit ins 20. Jahrhundert hinein ein vorwiegend durch die Landwirtschaft (Ackerbau, Obstbau und Viehzucht) und die Forstwirtschaft geprägtes Dorf. Heute gibt es einige Betriebe des lokalen Kleingewerbes. In den letzten Jahrzehnten hat sich das Dorf zu einer Wohngemeinde gewandelt. Viele Erwerbstätige sind deshalb Wegpendler, die in den größeren Ortschaften der Umgebung und in der Agglomeration Besançon ihrer Arbeit nachgehen.
Der Ort liegt abseits der größeren Durchgangsachsen nahe einer Departementsstraße, die von Étuz nach Marnay führt. Der nächste Anschluss an die Autobahn A36 befindet sich in einer Entfernung von ungefähr 13 Kilometern.